# سد فلورنتینو امیگینو
سد فلورنتینو امیگینو (به اسپانیایی: Dique Florentino Ameghino) یک سد و نیروگاه برقابی در آرژانتین است که در استان چوبوت واقع شده‌است.